# Sutton Cheney
Sutton Cheney è un paese di 545 abitanti della contea del Leicestershire, in Inghilterra. Si trova nella parrocchia civile di Market Bosworth.